# 加納六郎
加納 六郎（かのう ろくろう、1920年7月12日 - 2000年9月17日）は、日本の衛生動物学者。東京医科歯科大学名誉教授・元学長。元日本衛生動物学会会長。元日本学術会議会員（第4部動物科学）。衛生上重要な蝿類の分類、形態、生態に関する研究を行なった。正三位勲二等旭日重光章。
実父は子爵の青木信光。甥（兄の長男）は横浜国立大学名誉教授でダニ研究の権威として知られる動物学者の青木淳一。

## 人物・来歴
東京・牛込出身。1945年千葉医科大学医学部医学科卒業。 1946年東京慈恵会医科大学助手、1948年東京大学伝染病研究所技官、1952年東京医科歯科大学講師、1954年助教授、1957年教授、1977年から1980年まで医学部長。 1985年8月学長に就任。1991年退官し、名誉教授。のち埼玉医科大学教授。
1980年厚生省が発足させたシラミ防除特別研究班班長。のち日本衛生動物学会会長も務めた。第16期日本学術会議会員。1958年年度、第4回日本衛生動物学会賞を受賞した。1993年勲二等旭日重光章。2000年9月17日、死去。80歳没。死没日付をもって正三位に叙された。墓所は多磨霊園。

## 著書
- 節足動物と皮膚疾患（1999年2月1日）
- 新版 日本の有害節足動物―生態と環境変化に伴う変遷（篠永哲と共著、2003年12月1日）
- 新寄生虫病学（田中寛と共著、1984年1月1日）
- 家庭用殺虫剤学概論（林晃史と共著、1974年1月1日）
- 医学基本用語辞典（同学社基本用語辞典シリーズ）（1967年10月1日）
- 日本の有害節足動物―生態と環境変化に伴う変遷（篠永哲と共著、1997年4月1日）
- 医動物学（1959年）（Healthセリーズ）（田中寛と共著、1959年1月1日）
- 新寄生虫病学（1960年）（森下哲夫と共著、1960年1月1日）
- 新寄生虫病学（1965年）（森下哲夫と共著、1965年1月1日）
- 医動物学（1966年）（田中寛と共著、1966年1月1日）
- 新寄生虫病学（1968年）（森下哲夫と共著、1968年1月1日）
- 新寄生虫病学（1975年）（森下哲夫と共著、1975年1月1日）
- 新寄生虫病学（1979年）（森下哲夫と共著、1979年4月1日）